# Abdel Fattah Burhan

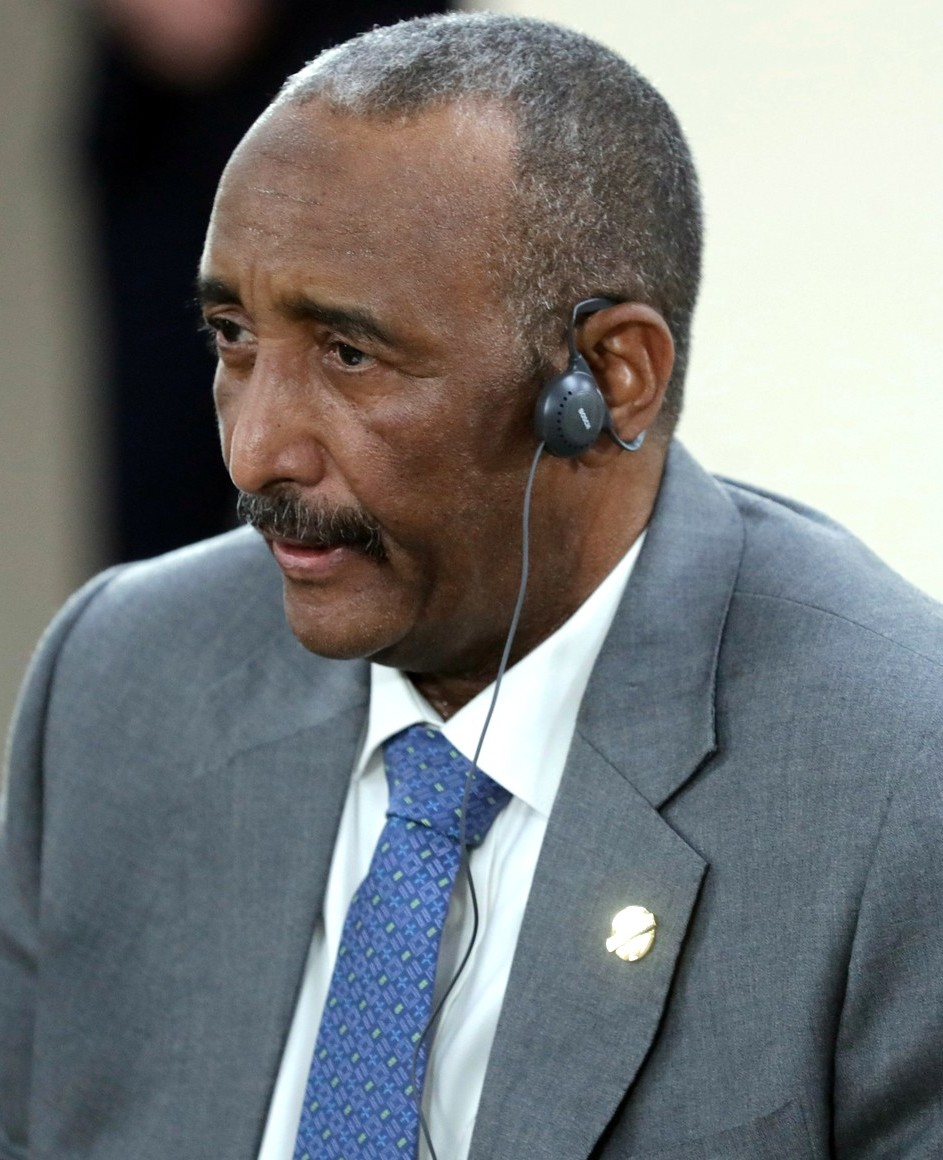
Abdel Fattah Burhan (2019)

Abdel Fattah Abdelrahman Burhan (arabisch عبد الفتاح عبد الرحمن البرهان, DMG ʿAbd al-Fattāḥ ʿAbd ar-Raḥmān al-Burhān; * 1960) ist ein sudanesischer General und Politiker. Er ist seit dem 12. April 2019 Vorsitzender des Souveränen Rates und damit De-Facto-Staatsoberhaupt des Sudan. 

## Leben
Zuvor war er Vorsitzender des faktisch regierenden Militärrates, nachdem der bisherige Vorsitzende des Übergangsrates, Ahmed Awad Ibn Auf, am 12. April 2019 zurückgetreten war.
Davor war Burhan der Generalinspekteur der Sudanesischen Streitkräfte und Befehlshaber der Bodentruppen.
Burhans Stellvertreter als Präsident des Militärrates wurde Mohammed Hamdan Daglo, ehemals unter dem Spitznamen „Hemeti“ Kommandeur einer Dschandschawid-Brigade in Darfur.
Am 21. August 2019 wurde Burhan als Vorsitzender des neugeschaffenen „Souveränen Rates“ vereidigt, dem sechs Zivilisten und fünf Militärs angehören.

## Seit dem Militärputsch 2021
Am 25. Oktober 2021 putschte das Militär unter Burhans Führung. Premierminister Abdalla Hamdok wurde verhaftet und unter Hausarrest gestellt, der  „Souveräne Rat“ wurde aufgelöst und der Ausnahmezustand verhängt. Burhan begründete diesen Schritt mit der Sorge vor chaotischen Zuständen. Es gehe darum, die „Errungenschaften der Revolution und die Stabilität des Landes zu sichern“. Folge waren landesweite Proteste und Streiks, die Burhan brutal niederschlagen ließ. Kritik kam etwa von der EU oder von den USA. Bundesaußenminister Heiko Maas sprach von einer „katastrophalen Entwicklung“.
Am 21. November kam es schließlich zu einer Übereinkunft zwischen Hamdok und Burhan. Es sollte eine Übergangsregierung gebildet werden, die das Land bis zu den Wahlen 2023 regieren sollte. Neuer Premierminister sollte erneut Hamdok sein.
Anfang Dezember 2023 vereinbarten Burhan und Hemeti ein persönliches Treffen vor Ende des Jahres, um den seit Mitte April 2023 herrschenden Krieg zwischen RSF und SAF im Sudan zu beenden. Ende Dezember war Burhan wegen militärischen Misserfolgen zunehmend mit Rücktrittsforderungen konfrontiert, von einigen hohen Militärs, wie von der Zivilbevölkerung, die das Vordringen der paramilitärischen Rapid Support Forces (RSF) in weitere Städte fürchtet.
Im Juli 2024 überlebte Burhan einen mit Drohnen durchgeführten Anschlag auf eine Militärbasis. Nach der Wiedereroberung Karthums im März 2025 inszenierte er sich als Befreier; weite Teile des Landes waren jedoch noch unter Kontrolle der RSF.